# 注意警戒文
注意警戒文（ちゅういけいかいぶん）は、気象庁が警報を発表するときに、警報の冒頭で述べられている警告文のこと。

## 概要
警報の理解、伝達を早めるため、警報事項の「いつ」「どこで」「何が」の要旨が百字以内でまとめられている。
2001年（平成13年）4月に以前の「見出し的警告文」から発展拡充した。